# La Maestranza

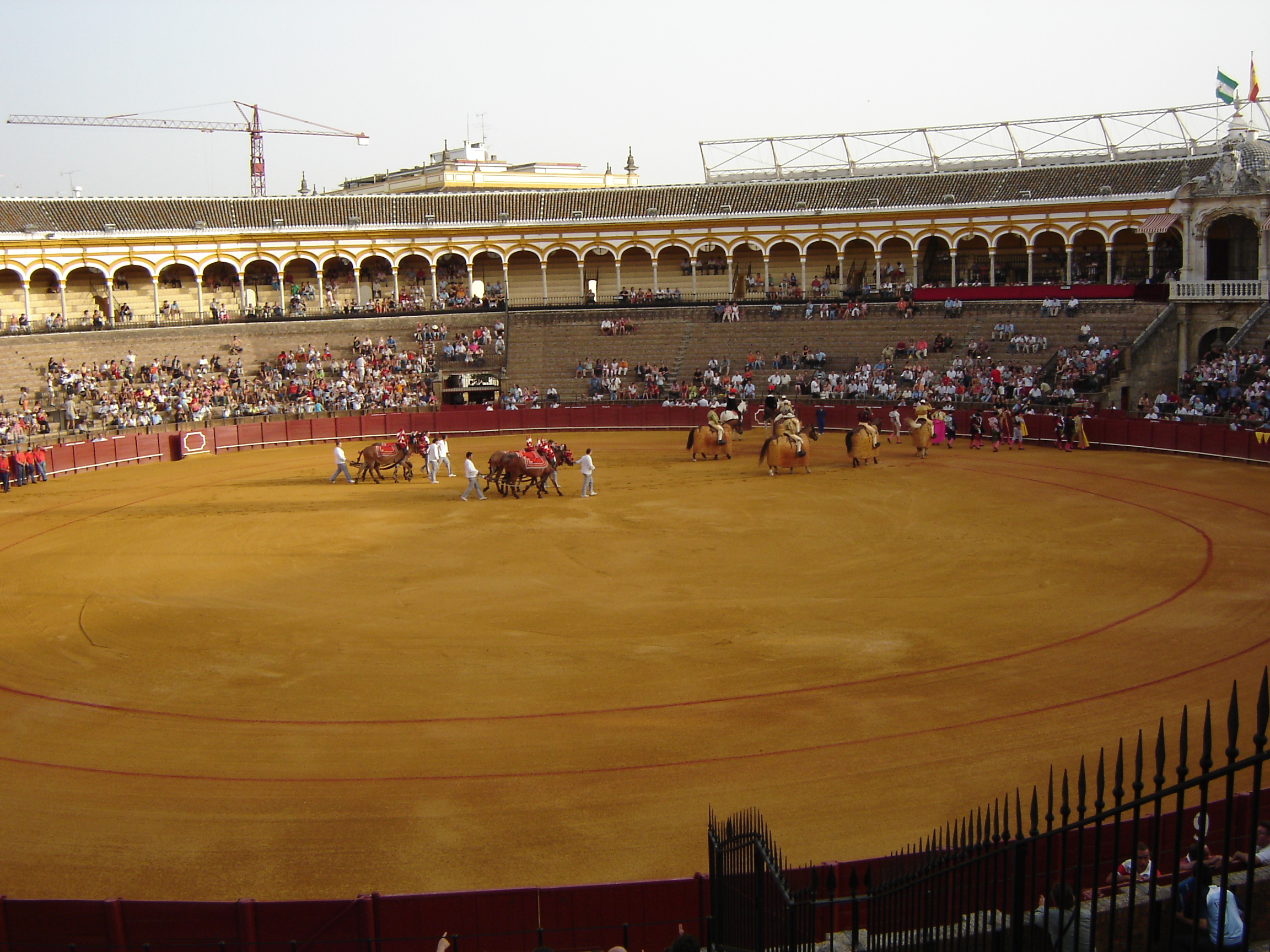
Interior de la plaça

La Plaça de Toros de la Real Maestranza de Caballería de Sevilla o La Maestranza, és la plaça de toros més antiga d'Espanya. És la seu de la correguda de bous que es realitzen en el marc de la Feria de Abril de Sevilla, una de les festes taurins més importants. És un important centre d'atracció turística de la ciutat i està entre els monuments més visitats d'aquesta.

## Història
El 1749 es comença la construcció d'un cós circular a la muntanya del Baratillo en substitució de la plaça de toros rectangular ubicada al lloc. Posteriorment, el 1761, s'emprèn la construcció per octaves, equivalent cada octava a quatre arcs. En aquesta primera etapa de construcció els mestres d'obra són Francisco Sánchez d'Aragó i Pedro i Vicente de San Martín.
La façana interior de la plaça anomenada "Llotja del Príncep" es conclou el 1765. Aquesta llotja consta de dos cossos: la porta d'accés a la plaça i per la qual surten els toreros triomfadors, i la llotja pròpiament dita, d'ús exclusiu de la Família Real. Està compost en la seva part superior per quatre arcs sobre els quals descansa una volta de mitja taronja, que en la seva part superior està recoberta per rajoles blanques i blaves. El grup escultòric que el remata és obra de l'escultor portuguès Cayetano de Acosta. La Llotja va ser realitzada per a l'Infant d'Espanya, Felip de Borbón, fill de Felip V i d'Isabel de Farnesio.
El 1786, Carles III prohibeix la celebració de correguda de bous i es paralitzen les obres i es donen per concloses, encara que només s'havia construït un terç de la plaça. D'aquesta etapa és també l'antiga Llotja de la Diputació posteriorment anomenada de "Ganaderos", situada sobre la "porta de toriles" i davant la Llotja del Príncep.
La coberta de les grades de la meitat de la plaça es va acabar al cap de 34 anys, a l'esquerra i dreta de la Llotja del Príncep, i queda oberta una panoràmica de la Catedral i la Giralda des de la grada, com va quedar reflectit en un gran nombre d'estampes de l'època.
El 1868 la Llotja de la Diputació es trobava en un estat tan lamentable que s'escomet la millora d'aquest, posant un terra nou i una balustrada de marbre, a més de l'escut de la Real Maestranza de Caballeria, obra de l'escultor italià Augusto Franchy. A més a més es realitzà la construcció de cinc balcons a cada costat de la Llotja de la Diputació, on actualment es troba el rellotge de la plaça.
Les obres finalitzaren el 1881 i en les seves dues terceres parts estava construïda en pedra treballada i la resta en fusta.
L'any 1912 José Sáez i López realitzà una reforma per augmentar les localitats, realitzant-se una segona ampliació al 1914 a càrrec d'Aníbal González. Al 1946 Aurelio Gómez Millán adaptà la plaça al Reglament Taurí de 1937, reforman les dependències internes destinades als braus i acondicionant dos accessos laterals.
Entre 2005 i 2011 la plaça va ser restaurada per l'arquitecte Antonio Carbajal Navarro.